# Gil de Casaio
Gil de Casaio (Bierzo?, ~1170 - Casaio, Carballeda de Valdeorras, ~1250) fou un monjo benedictí, abat de San Martin de Castañeda. Va retirar-se a una ermita i hi morí. És venerat com a sant a l'Església catòlica. No se'n coneix el dia de la mort; es trià com a festivitat l'1 de setembre perquè el mateix dia es commemora la festivitat de Gil l'Eremita. La coincidència va fer que se'n barregessin elements, i que el sant de Casaio fos representat, com l'occità, amb una daina al costat.
No se sap on va néixer: tradicionalment, es diu que al Bierzo, cap al 1170, però podria ésser de Galícia o algun altre lloc de Castella. Monjo benedictí o cistercenc al monestir de Santa María de Carracedo (Bierzo), anà al monestir de San Martin de Castañeda (Galende, Zamora), que restaurà i del qual fou abat. De tota manera, tampoc no hi ha proves documentals que en fos realment l'abat. Buscant la solitud per fer pregària, es retirà amb un altre monjo, Pedro Fresme, al priorat de Santa Cruz de Casoio (Carballeda de Valdeorras), no lluny de Castañeda, però ja a la Ribeira de Galícia, on fa de rector del poble.
Marxen després a fer vida eremítica la vall de Casaio (també al municipi de Carballeda de Valdeorras, a la vall de Valdeorras), on cadascun dels dos monjos viu en una ermita. Quan Gil mor, a mitjan segle xiii, l'altre monjo l'enterrà a la mateixa ermita.
Sobre l'ermita s'edificà una església, que esdevingué meta de pelegrinatges, amb romeries l'1 de setembre. Té molta devoció a la comarca de Valdeorras i a Galícia. S'establí una confraria de San Gil a Casaio, a qui el papa Benet XIV concedí en 1746 indulgències per qui visitessin l'ermita.